# Thyropisthus polyodontus
Thyropisthus polyodontus är en mångfotingart som beskrevs av Carl Graf Attems 1942. Thyropisthus polyodontus ingår i släktet Thyropisthus och familjen Harpagophoridae. Inga underarter finns listade i Catalogue of Life.